# Antineura kerteszi
Antineura kerteszi är en tvåvingeart som beskrevs av de Meijere 1906. Antineura kerteszi ingår i släktet Antineura och familjen bredmunsflugor. Inga underarter finns listade i Catalogue of Life.